# Silodosine
Silodosine (INN) is een geneesmiddel voor de verlichting van de symptomen van benigne prostaathyperplasie (BPH), dit is een goedaardige vergroting van de prostaatklier die bij mannen problemen kan veroorzaken bij het urineren.
Silodosine is een α-adrenoreceptorantagonist of alfablokker. De α1A-adrenoreceptoren in de prostaatklier, de blaas en de urinebuis zorgen dat de spieren die de uitstroom van urine regelen, samentrekken. Silodosine blokkeert deze receptoren, zodat de spieren ontspannen en het urineren gemakkelijker wordt.
Silodosine is ontwikkeld door het Japanse bedrijf Kissei. In Europa heeft de Italiaanse farmaceutische groep Recordati een licentie verkregen; in de Verenigde Staten en Canada is Watson Pharmaceuticals de licentiehouder.
Merknamen van geneesmiddelen op basis van silodosine zijn Urief (Japan), Rapaflo (Verenigde Staten), Silodyx en Urorec (Europa). In de Europese Unie zijn Silodyx en Urorec sedert 29 januari 2010 vergund.

## Bijwerkingen
De meest voorkomende bijwerking is een vermindering van de hoeveelheid zaad die vrijkomt bij zaadlozing.
Het gebruik van α-adrenoreceptorantagonisten kan bij sommige patiënten Intraoperative Floppy Iris Syndrome (IFIS) veroorzaken, een aandoening waarbij de iris verslapt. Dat kan complicaties kan geven bij een cataractextractie.